# Starfuckers
Gli Starfuckers sono stati un gruppo rock italiano originario della Lunigiana ma bolognese di adozione.
Il loro sound è un originale connubio di noise-rock, industrial, jazz, avanguardia e musica concreta. Hanno ottenuto la copertina di Blow Up e recensioni su The Wire, Alternative Press, Magnet.
Nonostante la scarsa notorietà e l'esigua discografia, gli Starfuckers sono considerati dalla critica una band importante nel panorama rock italiano.

## Storia del gruppo
Nel loro album di debutto dal titolo Metallic Diseases, pubblicato dall'etichetta di Claudio Sorge Electric Eye nel 1989, le sonorità ricordano il sound di band quali gli Stooges e i Sonic Youth..
Il quintetto base comprende Paolo Casini (basso), Gianfranco Verdaschi, Gianni Ginesi (chitarre), Manuel Giannini (voce) e Roberto Bertacchini (batteria), con l'ospite occasionale Paolo Vasoli al sax. Con questa formazione registra oltre alle tracce dell'esordio (comprese alcune outtakes finite in una successiva raccolta), il mini-lp Brodo di cagne strategico, pubblicato sempre dalla Electric Eye con l'appoggio dell'etichetta/distribuzione romana Helter Skelter il 1991. È in questa fase che il gruppo abbandona la lingua inglese per l'italiano e forgia un suono più originale caratterizzato da sonorità noise rock e jazz.
Secondo il critico musicale Piero Scaruffi, il loro vero manifesto fu Sinistri, uscito nel 1994, album dalle forti contaminazioni avanguardistiche, mentre Alberto Campo ne definisce le modalità come "concettualmente prossime a certe scelte radicali degli Area".
Nel 1997 uscì Infrantumi, che venne distribuito anche negli Stati Uniti e in Canada, in cui collaborano diversi ospiti come alcuni membri dei Massimo Volume.
L'ultimo lavoro è del 2002, Infinitive Sessions, pubblicato dall'etichetta americana DBK Works con una formazione ridotta a 3 elementi (Giannini, Bertacchini e Bocci), e composto esclusivamente di brani strumentali.
Il gruppo ha successivamente cambiato nome, assumendo quello di Sinistri e accogliendo nella formazione l'ingegnere e tecnico del suono Dino Bramanti.

## Formazione
- Manuel Giannini
- Gianni Ginesi
- Roberto Bertacchini
- Paolo Casini
- Gianfranco Verdaschi
- Alessandro Bocci

## Discografia

### Album in studio
- 1989 - Metallic Diseases (Electric Eye)
- 1994 - Sinistri (Underground Records)
- 1997 - Infrantumi (Lessness)
- 2002 - Infinitive Sessions (DBK Works)

### Album dal vivo
- 2020 - The Eternal Soundcheck (Spittle Records Archive)

### EP
- 1991 - Brodo di cagne strategico (Electric Eye/Helter Skelter records)

### Singoli
- 1994 - Ordine (Drunken Fish Records, 7")

### Raccolte
- 2010 - Ordine '91-'96 (CD Compilation, Sometimes records)

### Compilation
- 1991 - Gioventù Sonica (Electric Eye, Helter Skelter records)
- 1993 - Comin' Down Fast! (Helter Skelter records)
- 1996 - Vidas Ilustres (Tedium House Publications)
- 1999 - Atomic Milk-Throwers (Snowdonia Dischi)
- 1999 - Tracce (Wallace Records)
- 2002 - Batofar Cherche... L'Italie (Batofar)